# Meiway
Frederic Desire Ehui, född 17 mars 1962 i Grand Bassam, känd under artistnamnet Meiway är en sångare från Elfenbenskusten. Han är känd som pionjär inom musikstilen zoblazo. Hans hits inkluderar "200% Zoblazo", "Godeba", "Appolo 95", "Miss Lolo" och "DJ Tassouman".

## Diskografi
Studioalbum
- Meiway (Ayibebou) (1989)
- 200% Zoblazo (1991)
- Jamais 203 (300% Zoblazo) (1993)
- Appolo 95 (1995)
- Les genies vous parlent (1997)
- Hold up (Zo Gang feat. Meiway) (1998)
- Extraterrestre (1999)
- Le procés (Zo Gang International) (2000)
- Eternel (2001)
- Golgotha (2004)
- 9ème commandment (2006)
- M20 (Meiway 20 ans) (2009)
- Profeseur (2012)
- Illimitic (2016)
- Légende (2019)

Samlingsalbum
- Best Of (1997)
- Le meilleur de (2003)